# 3 Pułk Artylerii (III Rzesza)
3 Pułk Artylerii (niem. Artillerie-Regiment 3) – pułk artylerii Reichswehry i Wehrmachtu.
3 Pułk Artylerii został sformowany 1 stycznia 1921 we Frankfurcie nad Odrą w III Okręgu Wojskowym.
Stacjonował we Frankfurcie nad Odrą (sztab, II i III dywizjon) i Krośnie Odrzańskim (I dywizjon).
Pułk był organiczną jednostką artylerii 3 Dywizji Piechoty.

## Dowódcy pułku
- 1921 – płk Brüggemann (formowanie)
- 1921-1924 – płk Victor von Aigner
- 1925-1926 – płk Meyer
- 1927-1928 – płk Kurt Schoenfelder
- 1929 – płk Karl Schmidt-Kolbow
- 1929-1931 – ppłk Heinrich Curtze
- 1931-1933 – płk Ferdinand Bock von Wülfingen
- 1933-1936 – płk Friedrich Bremer
- 1935-1938 – płk Max Mühlmann
- 1938-1941 – płk Siegfried Paul Leonhard Thomaschki
- 1941 – ppłk Kutschera
- 1941-1942 – ppłk dr. phil. Dipl. Ing. Bernhard Heydenreich
- 1942-1943 – ppłk Jobst von Hanstein
- 1943 – mjr Kurt Heideman
- 1944 – płk Hans-Heinrich Scheffer
- 1944 – mjr Grimm
- 1944-1945 – płk Hans-Heinrich Scheffer
- 1945 – mjr Mettger